# Feresjön, Blekinge
Feresjön är en sjö i Ronneby kommun i Blekinge och ingår i Nättrabyån-Ronnebyåns kustområde. Sjön är 3,6 meter djup, har en yta på 0,047 kvadratkilometer och är belägen 43 meter över havet.